# Átomo (Ryan Choi)
Ryan Choi es un superhéroe ficticio que aparece en los cómics estadounidenses publicados por DC Comics. Creado por Gail Simone y Grant Morrison, el personaje apareció por primera vez en DCU: Brave New World # 1 (agosto de 2006) como el tercer personaje de superhéroe en usar el nombre Átomo en el Universo DC. Emigró a los Estados Unidos tras la muerte de su madre, para ocupar el antiguo puesto de su ídolo Ray Palmer en la Universidad Ivy. Luego se convirtió en miembro de la Liga de la Justicia.
En la película de DC Extended Universe Liga de la Justicia (2017), Ryan Choi fue interpretado por Zheng Kai, pero sus escenas fueron eliminadas de la versión teatral. Su aparición fue restaurada para la versión del director de 2021 de la película, Zack Snyder's Justice League. Osric Chau interpretó a Ryan Choi en el crossover de Arrowverso "Crisis on Infinite Earths".

## Historial de publicaciones
Ryan Choi apareció por primera vez en DCU: Brave New World y fue creado por Gail Simone y Grant Morrison. Choi, como lo describen las solicitudes de DC, es "un joven profesor de renombre que está ocupando un lugar adicional en el personal docente de la Universidad Ivy... y que sin darse cuenta termina llenando los zapatos superheroicos del viejo Átomo. Este nuevo Átomo se basa en un rediseño de Grant Morrison.
Choi hace su primera aparición en la nueva continuidad de Rebirth en Justice League of America: The Atom one-shot, de Steve Orlando y Andrew MacDonald. Su traje está rediseñado para parecerse al de Ray Palmer en los programas de televisión Arrowverso.

## Biografía ficticia
Ryan Choi, nacido en Hong Kong, fue un antiguo protegido de Ray Palmer, con quien se había estado comunicando a través de cartas. Después de la desaparición de Palmer, Ryan se mudó a Ivy Town en Estados Unidos para asumir el lugar de su mentor en el personal de la Universidad Ivy. Siguiendo las pistas dejadas por Palmer, Ryan descubrió un "biocinturón", supuestamente el dispositivo de manipulación de tamaño y densidad utilizado por su predecesor, y se convirtió en el nuevo Átomo con la aparente bendición de Palmer. Aunque atraído por el estilo de vida de los superhéroes, Ryan es un científico ante todo y aborda muchas de sus aventuras desde la perspectiva del descubrimiento y la investigación científica.
Desde que ocupó el lugar de su mentor, Ryan se ha encontrado en el centro de un conflicto entre las fuerzas de la ciencia y la magia. Se ha afirmado que las hazañas imposibles realizadas por Ray Palmer durante su carrera superheroica hicieron que el tejido de la realidad se deformara en las cercanías de Ivy Town, convirtiéndolo en un nexo de actividad paranormal. Muchas partes, incluido el antiguo "Dios Cáncer" M'Nagalah y los alienígenas microscópicos conocidos como "The Waiting", consideran a Ryan como un jugador clave en la guerra y han intentado reclutarlo, capturarlo o matarlo. Lo asesora, entre otros, la jefa de policía de Ivy Town, Liza Warner (también conocida como Lady Cop).
Como el Átomo, Ryan se ha enfrentado a numerosos desafíos, incluido el encogedor asesino en serie Dwarfstar, su padre estricto y desaprobador, y ser seducido, secuestrado e incluso tragado vivo por la villana que cambia de tamaño, Giganta. A pesar de todo, su ingenio y su aguda mente deductiva le han sido muy útiles.
Ryan Choi estuvo involucrado en la búsqueda del desaparecido Ray Palmer, viajando hacia el Multiverso restaurado junto con Donna Troy, Jason Todd y un Monitor apodado "Bob". Literalmente devuelto a Nueva Tierra, deja su papel de saltador de dimensiones a Kyle Rayner, regresando para defender a Ivy Town de una invasión de monstruos. Más tarde, se le lleva a la creencia errónea de que Ray Palmer se ha convertido en un loco egocéntrico, y el propio Ryan puede ser sólo un peón de sus locas fantasías. Más tarde se revela que esto es una estratagema del antiguo némesis de Ray, Chronos. La serie All New Atom terminó con el número 25, cuando Ryan, con algo de ayuda del regresado Ray Palmer, es capaz de discernir entre la verdad y las mentiras alimentadas por Chronos y su nueva asistente, Lady Chronos, una exnovia de Ryan que se volvió hacia el crimen. Ryan finalmente descubre que Ray Palmer nunca supo de Choi: en cambio, el biocinturón fue un regalo contaminado de Jia, y Ray Palmer escribe una inteligente falsificación por Chronos, destinada a obligar a Ryan a aceptar el manto de Átomo y asumir la culpa por el puesta en escena de amenazas enviadas contra la ciudad. Sin embargo, debido a la habilidad de Ryan para solucionar el lío, superando a la pareja de Chronos y devolviendo a Ivy la normalidad, Ray finalmente le da su bendición.
Ryan expresa su deseo de encontrar una nueva identidad para sí mismo, ya que Ray, a pesar de haberle dado su bendición antes, había reanudado el uso regular de su identidad de Átomo. En Justice League: Cry For Justice # 1, se ve a Ray y Ryan peleando juntos contra Killer Moth, y al final de la batalla ambos muestran respeto hacia el otro, y Ray le pide a Ryan que continúe usando el nombre de Átomo.

### Brightest Day
Durante el evento Brightest Day, Ryan es asesinado por Deathstroke y su nuevo equipo de Titanes durante su primera misión. Luego, su cadáver se entrega en una caja de fósforos a Dwarfstar, quien se revela como la persona que contrató a los Titanes. Su muerte causó una pequeña controversia, dado tanto su momento como la supuesta nueva dirección "más ligera" de DC Comics. Poco tiempo después de la muerte de Ryan, se muestra brevemente a Deathstroke desmantelando su cinturón biológico con algún propósito desconocido. En una entrevista realizada durante Comic-Con International 2010, el escritor de Titans, Eric Wallace declaró que la muerte de Choi tendría grandes repercusiones para el equipo y pondría a los Titanes en conflicto con la DCU más amplia.
Más tarde, Ray comienza una investigación sobre la desaparición de Ryan que, sin el conocimiento de la comunidad de superhéroes, ha sido asesinado. Ray consuela a la novia de Ryan, Amanda, y piensa que Ryan puede estar escondiéndose como lo hizo Ray después de los eventos de Crisis de identidad. Amanda Waller finalmente le cuenta a Giganta sobre la participación de Dwarfstar en el asesinato de Ryan, aunque se desconoce si reveló la participación de Deathstroke y los Titanes. Después de robar el cinturón de Dwarfstar (dejándolo impotente), Giganta lo golpea hasta someterlo y le tapa la boca con cinta adhesiva, diciéndole que planea tomarse su tiempo para torturarlo. Más tarde, Ray descubre evidencia de que Dwarfstar tuvo algo que ver con la muerte de Ryan, y jura encontrarlo y hacerle pagar. Ray finalmente encuentra a Dwarfstar en un hospital, donde se está recuperando de las graves heridas que sufrió durante la tortura a manos de Giganta. Creyendo que puede conducir a una sentencia más leve, Dwarfstar confiesa haber contratado a Slade para matar a Ryan. Armado con este conocimiento, Ray se va para informar a la Liga de la Justicia, pero no antes de decirle a Dwarfstar que Deathstroke probablemente lo matará por su traición. Los miembros de la Liga de la Justicia finalmente se enfrentan a Deathstroke y los Titanes en su camino de regreso de una misión desastrosa, con la intención de arrestarlos por el asesinato de Ryan. Ray hiere gravemente a Deathstroke por matar a su amigo, pero los Titanes finalmente escapan debido a la intervención de Isis y Osiris. Después de fallar, Ray se propone escribir el elogio del funeral de Ryan, con el apoyo de Superman. También se revela que Deathstroke desmanteló el cinturón biológico de Ryan para utilizar la tecnología para revivir a su hijo moribundo, Jericho. Más tarde, Ray, Amanda, la Liga de la Justicia, los Jóvenes Titanes y muchos otros héroes se muestran en el funeral en honor a la memoria de Ryan.

### Convergencia
En San Diego Comic-Con 2011, el artista Jim Lee reveló que Ryan sería uno de los miembros del nuevo título de la Liga de la Justicia dibujado por Lee y escrito por Geoff Johns. La destrucción de la muerte de Choi será uno de los numerosos cambios en la continuidad de DC causados por el evento Flashpoint.
Durante el primer arco de la historia de la serie, se menciona de pasada que cuando era un joven estudiante de posgrado, Ryan había ayudado a diseñar uno de los componentes del cuerpo robótico de Cyborg.
En el crossover de Convergence, cuando el Brainiac alternativo miniaturizó el universo de la Nueva Tierra, Ryan parece estar vivo y se enfrenta a Ray Palmer, quien estaba luchando contra el Barracuda del universo de Angor. Ryan revela que después de su muerte, su conciencia había sobrevivido en el universo donde las masas de los átomos se desplazan cada vez que cambian de tamaño. Más tarde regresa al reino de los vivos después de apropiarse de la carne de la mano cortada de Ray para crear un nuevo cuerpo para él. Después de que Barracuda es derrotado, los dos Átomos trabajan juntos para derrotar a Deathstroke, vengando el asesinato de Ryan.

### DC Rebirth
Ryan hace su debut oficial en la nueva continuidad de Rebirth como un genio adolescente estudiante universitario de la Ivy League instruido por Ray Palmer. Palmer revela su identidad como el Átomo y solicita la ayuda de Ryan para combatir el crimen, hablando con Ray desde su laboratorio en un rol de soporte técnico. Un día, después de muchas aventuras juntos, Ray desaparece. Una semana después, Ryan encuentra un mensaje de Palmer junto con uno de sus cinturones de cambio de tamaño, pidiéndole al joven que lo busque en el Microverse porque se quedó atrapado allí cuando exploraba un cambio en el tiempo y el espacio. Después de recibir otra reprimenda de Dean Plumm, Ryan regresa al laboratorio, usando el cinturón biológico que Ray le dio para viajar allí a través del Wi-Fi. Cuando llega, se encuentra con Batman y Lobo, que están allí para reclutar a Ray Palmer en la nueva Liga de la Justicia de América. Al descubrir que Ray no está, Batman decide irse hasta que Lobo le pregunta a Ryan si escribió varias ecuaciones para actualizar el biocinturón en una pizarra. Impresionado, Lobo decide que Batman debería reclutar a Ryan, a pesar de que Batman no quiere ponerlo en peligro. Lobo dice que es decisión de Ryan, y Ryan se une a la JLA y, algún tiempo después, se dirige a la ciudad de Vanity, Oregon, para reclutar a Ray en el equipo.

## Ediciones recopiladas
| Título                  | Material recolectado              | Páginas | ISBN                   |
| ----------------------- | --------------------------------- | ------- | ---------------------- |
| My Life in Miniature    | The All-New Atom #1-6             | 160     | ISBN 1-4012-1325-1     |
| Future/Past             | The All-New Atom #7-11            | 128     | ISBN 1-4012-1568-8     |
| The Hunt for Ray Palmer | The All-New Atom #12-16           | 128     | ISBN 978-1-4012-1782-2 |
| Small Wonder            | The All-New Atom #17-18 and 20-25 | 192     | ISBN 978-1-4012-1996-3 |

## En otros medios

### Televisión

#### Animación
- La versión de Ryan Choi de Átomo aparece en Batman: The Brave and the Bold, con la voz de James Sie. Átomo ayuda a Batman a evitar que el malvado hechicero Félix Fausto abra la caja de Pandora en "Evil Under the Sea!". Reapareció junto con Aquaman para salvar a Batman de un virus creado por Chemo en "¡Viaje al centro del murciélago!". El Átomo controlado por la mente aparece en "El asedio de Starro!, primera parte", demostrando la capacidad de crecer a tamaños gigantes, que utiliza para evitar que Batman destruya una señal que lleva a Starro a la Tierra. También aparece en el teaser de "The Criss Cross Conspiracy!", donde él, Batman y Aquaman luchan contra el Bandido Ojos Saltones. En "Sword of the Atom", Ryan es obligado a dejar su retiro por Aquaman para ayudar a Batman a encontrar a Ray Palmer. Al final del episodio, Ryan vuelve a vestir el manto de Átomo.
  - El personaje tiene una contraparte de Sindicato del Crimen, Dina-Mita (que no debe confundirse con el personaje de Marvel Comics del mismo nombre o Dan la Dina-Mita), también expresado por James Sie. Aparece en "Deep Cover for Batman". Blue Bowman lo hace espiar a Owlman.

#### Arrowverso
- El personaje se menciona en el estreno de la quinta temporada de la serie de acción real The Flash de Nora West-Allen como el creador del futuro traje Flash de Barry Allen.[27]
- Ryan Choi hizo su debut de acción real en el crossover Arrowverso de 2019 "Crisis on Infinite Earths", interpretado por Osric Chau.[28]

### Película
- Una versión del universo alternativo de Ryan Choi aparece en Liga de la Justicia: Dioses y monstruos, con la voz de Eric Bauza. Se le vio animando a Ray Palmer sobre una presentación sobre miniaturización molecular como se ve cuando sostiene uno de los caballos encogidos de Ray.
- La versión de Ryan Choi de Átomo aparece en Lego DC Comics Super Heroes: The Flash, nuevamente con la voz de Eric Bauza.

#### DC Extended Universe
- Un huevo de Pascua oculto en la película de acción en vivo Liga de la Justicia enumeró al personaje como un científico de S.T.A.R. Labs, posiblemente parcial a la tecnología de Cyborg.
- El director Zack Snyder reveló a través de su cuenta personal de Vero que tenía la intención de que Ryan Choi desempeñara un papel en Liga de la Justicia. El actor Zheng Kai fue elegido para el papel. Su aparición fue filmada pero luego eliminada del corte final de la película en posproducción, aunque se han dado a conocer al público en línea fotos de la escena.[29] Aparecerá en la película del director Zack Snyder's Justice League para estrenarse en HBO Max en 2021.[30]

### Videojuegos
- La encarnación de Ryan Choi de Átomo es un personaje jugable en Injustice 2, con la voz de Matthew Yang King. Aparece como parte del DLC "Fighter Pack 3". En su final para un jugador, mejora sus habilidades con la tecnología de Brainiac para volverse subatómico y entrar al Microverso para rescatar a su mentor Ray Palmer.[31]
- La encarnación de Ryan Choi de Átomo aparece como un personaje jugable en Lego DC Super-Villains, con la voz de Jason Marsden.